# Pierre Cadieux
Hon. Pierre H. Cadieux, PC (* 6. April 1948 in Hudson, Québec) ist ein ehemaliger kanadischer Politiker der progressiv-konservativen Partei, der unter anderem zwischen 1984 und 1993 Mitglied des Unterhauses sowie im 24. kanadischen Kabinett von 1986 bis 1989 Arbeitsminister, zwischen 1989 und 1990 Minister für Indianerangelegenheiten und Entwicklung des Nordens sowie zuletzt von 1990 bis 1991 Solicitor General war.

## Leben
Pierre H. Cadieux war als Rechtsanwalt tätig. Bei der Unterhauswahl am 4. September 1984 wurde er für die Progressiv-konservative Partei Kanadas im Wahlkreis Vaudreuil mit 37.499 Stimmen zum Mitglied des Unterhauses von Kanada gewählt. Während der 33. Legislaturperiode (1984 bis 1988) war er Mitglied verschiedener Ständiger Ausschüsse sowie zeitweise Vize-Vorsitzender des Ständigen Ausschusses für Justiz und Rechtsangelegenheiten und Vorsitzender des Ständigen Ausschusses für Regierungsgeschäfte. In dem von Premierminister Brian Mulroney gebildeten 24. kanadischen Kabinett übernahm er im Zuge einer Regierungsumbildung am 30. Juni 1986 von Bill McKnight den Posten als Arbeitsminister und bekleidete dieses Amt bis zum 29. Januar 1989, woraufhin Jean Corbeil ihn ablöste.
Cadieux wurde bei der Unterhauswahl am 21. November 1988 im Wahlkreis Vaudreuil mit 30.392 Wählerstimmen erneut zum Mitglied des Unterhauses gewählt und gehörte diesem bis zum 24. Oktober 1993 an. Bei einer neuerlichen Kabinettsumbildung löste er am 30. Januar 1989 wieder Bill McKnight ab und übernahm das Amt als Minister für Indianerangelegenheiten und Entwicklung des Nordens, das er bis zu seiner Ablösung durch Thomas Siddon am 22. Februar 1990 innehatte. Am 23. Februar 1990 übernahm er von Pierre Blais das Amt als Solicitor General und war damit bis zu seiner Ablösung durch Douglas Lewis am 20. April 1991 Rechtsberater der Regierung. Er war vom 20. März 1990 bis zum 20. April 1991 auch Vize-Vorsitzender des Kabinettsausschusses für Justiz und Rechtsangelegenheiten.
Am 21. April 1991 schied er aus dem eigentlichen Kabinett aus, wurde aber durch Beschluss des Kronrates 1991-759 vom 21. April 1991 zum Staatsminister zur Unterstützung des Ministers für nationale Gesundheit und Wohlfahrt in Bezug auf Fitness und Amateursport und zur Unterstützung des Ministers für Beschäftigung und Einwanderung in Bezug auf die Jugend Kanadas bestellt. Er bekleidete diese Funktionen bis zum 24. Juni 1993. Zusätzlich fungierte er zugleich als Nachfolger von Marcel Danis vom 21. April 1991 bis 24. Juni 1993 auch als stellvertretender Vorsitzender der Mehrheitsfraktion der Progressiv-konservativen Partei im Unterhaus.